# تشارلز هايز
تشارلز هايز (بالإنجليزية: Charles Hays)‏ هو سياسي أمريكي، ولد في 2 فبراير 1834 في الولايات المتحدة، وتوفي بنفس المكان في 24 يونيو 1879. حزبياً، نشط في الحزب الجمهوري. انتخب عضو مجلس النواب الأمريكي.